# Piment Cascabel

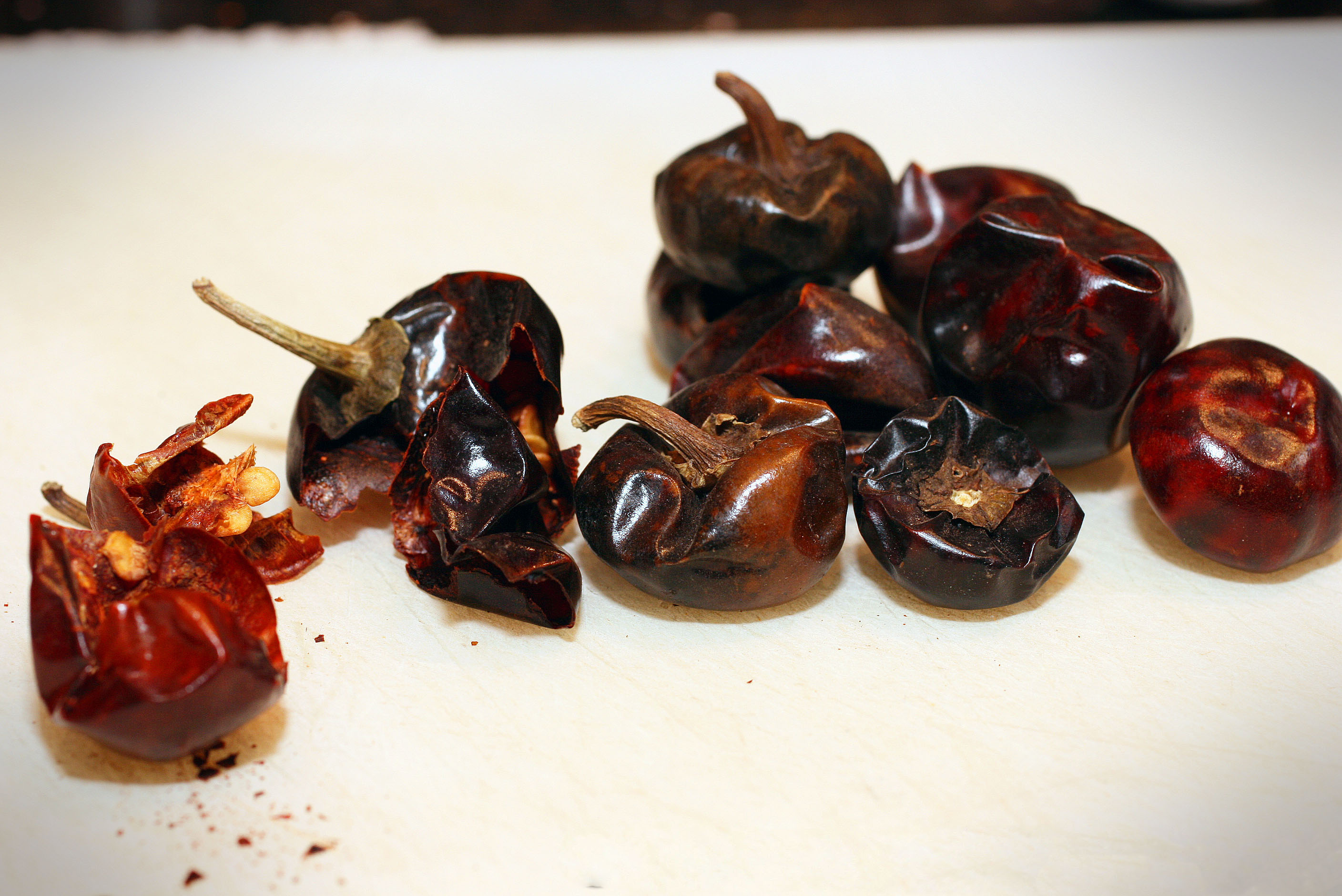
Piment cascabel

Le cascabel est un piment sec à la peau très fine et très coriace, les graines s'entrechoquent à l'intérieur en faisant un bruit de grelot ou de serpent à sonnette, ce à quoi il doit son nom. Les Cascabel sont souvent donnés aux petits enfants du Mexique pour jouer avec.
Chaque piment nécessite une longue période de trempage par rapport à d'autres piments et il est recommandé de le hacher finement avant utilisation. Doux à moyennement fort (1000 à 2500 sur l'échelle de Scoville) ce piment donne aux sauces un rouge intense, tandis que la chair offrira une saveur riche en tanin, saveurs boisée et fumée, avec des notes de noisette et de tabac.
Chaque piment pèse environ 3-5 g.